# Ливада Бејушулуј (Бихор)
Ливада Бејушулуј (рум. Livada Beiușului) насеље је у Румунији у округу Бихор у општини Драганешти. Oпштина се налази на надморској висини од 216 m.

## Становништво
Према подацима из 2002. године у насељу је живело 132 становника, од којих су сви румунске националности.